# Referendum costituzionale nelle Maldive del 1952
Il referendum costituzionale nelle Maldive del 1952 si tenne il 17 e 18 aprile per approvare la nuova Costituzione che avrebbe convertito il paese da monarchia a repubblica.

## Contesto

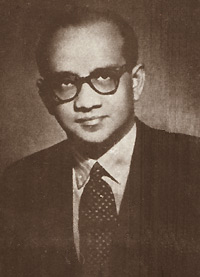
Mohamed Amin Didi

Dopo la morte del sultano Abdul Majeed Didi avvenuta il 21 febbraio 1952, i membri del parlamento maldiviano scelsero come nuovo sultano Mohamed Amin Didi, il quale non accettò la corona e il trono "per il bene del popolo delle Maldive".
L'Assemblea del popolo votò il 13 aprile per formare una commissione, presieduta da Amin Didi, per determinare la futura struttura di governo del paese. Altri membri furono Famuladeyri Kaleygefan, il capo della giustizia Abdullah Jalaludeen, il presidente del parlamento Malim Moosa Mafaiy Kilegefan, il vice Vazirul-Auzam Ibrahim Mohamed Didi,  Ibrahim Shihab, Bucha Hassan Kaleygefan e Kaannaa Kaleygefan. Il 16 aprile l'Assemblea del Popolo confermò la decisione della commissione di formare una repubblica e di indire un referendum su una nuova costituzione nei due giorni successivi. Tuttavia, il referendum si sarebbe tenuto solo nella capitale Malé.

## Risultati
I risultati del referendum furono annunciati alle 16:00 del 18 aprile. I dati ufficiali dello scrutinio sono andati persi, ma comunque una larga maggioranza aveva votato a favore della nuova costituzione, che entrò in vigore il 1º gennaio 1953.

## Conseguenze
Amin Didi divenne il primo presidente delle Maldive, dopo aver ottenuto quasi il 96% dei voti nelle elezioni presidenziali del 30 dicembre 1952; tuttavia, il 21 agosto 1953 venne deposto. A seguito del referendum del 1953 il paese tornò allo status di monarchia dal 7 marzo 1954, con Muhammad Fareed Didi come sultano.
Nel 1968 si tenne un terzo referendum sulla questione, che portò il paese a diventare una repubblica per la seconda volta.